# Soldatenfriedhof Gumpendorf
Der Soldatenfriedhof Gumpendorf befand sich im 6. Wiener Gemeindebezirk Mariahilf und diente dem ehemaligen Militärspital auf dem Areal der Gumpendorfer Kaserne in der Gumpendorfer Straße als Begräbnisstätte für die dort verstorbenen Soldaten.

## Geschichte
Zwischen dem Abt des Schottenstiftes Benno Pointner und dem Oberkriegskommissar Dier wurde am 17. November 1769 ein Vertrag über die Errichtung eines Friedhofs für die Verstorbenen des in der Gumpendorfer Straße angesiedelten Militärspitals geschlossen. Die erste Bestattung auf dem im Bereich Gumpendorfer Straße/Marchettigasse/Grabnergasse gelegenen Friedhof, der vermutlich bald nach seiner Eröffnung erweitert wurde, fand im Dezember des gleichen Jahres statt.
Laut den Sterbematriken wurden in den 15 Bestandsjahren des Friedhofs hier 4893 verstorbene Soldaten beigesetzt.
Der Soldatenfriedhof in Gumpendorf wurde so wie alle anderen innerhalb des Linienwalls gelegenen Ortsfriedhöfe unter Kaiser Joseph II. im Jahr 1784 geschlossen und geriet danach in Vergessenheit. Auf dem betroffenen Grundstück wurden später Wohnhäuser, das Amtshaus Grabnergasse und eine Schule in der Marchettigasse errichtet. Bei Bauarbeiten in den Jahren 1949 und 1961 wurden in diesem Bereich zwar Skelette gefunden, doch ging niemand der Sache auf den Grund.
Bei Grabungsarbeiten im Schulhof – hier sollte eine Turnhalle errichtet werden – stieß man auf Grabstätten, die von der Stadtarchäologie Wien untersucht wurden. 
Auf dem rund 850 Quadratmeter großen Grundstück wurden zwischen 23. März und 29. April 2005 in 141 Gräbern, die mit bis zu sechs Leichen belegt worden waren, insgesamt 393 Skelette gefunden. Der Großteil dieser Skelette wurde nur eilig ausgegraben und später auf dem Wiener Zentralfriedhof neuerlich beerdigt. 60 Skelette wurden fachgemäß geborgen und später wissenschaftlich untersucht.